# 5991 Івавладіс
5991 Івавладіс (5991 Ivavladis) — астероїд головного поясу, відкритий 25 квітня 1979 року.
Тіссеранів параметр щодо Юпітера — 3,503.